# 婦警候補生物語
『婦警候補生物語』（ふけいこうほせいものがたり）は、1985年1月14日から3月25日まで、NTVの月曜スター劇場の枠で放送されたテレビドラマであり、本作を以てこの番組枠は廃止された。全11回。
本作はひとりの婦警（女性警察官）候補生の警察学校における成長物語である。伊藤麻衣子と石立鉄男の初共演作品であり、「石立ドラマ」で一時代を築いた石立がシリアスな役柄に初挑戦した作品でもある。石立はユニオン映画製作の連続ドラマは生前最後の出演となった。
国広富之、加納竜など当時の人気俳優が脇を固め武田久美子、嶋大輔など当時の若手も出演した。財前直見はこの作品がデビュー作である。
2021年現在、動画配信サイトの配信は行われていないが2013年には石立の生誕70周年を記念して全11話を収録したDVD3枚組が発売元：株式会社ベストフィールド、販売元：株式会社TCエンターテイメントでリリースされた。また、日テレプラスでは、2021年5月28日より毎週金曜12:00から2話まとめて放送されたほか同年9月6日からも毎週月曜から金曜の4:00から1話ずつ再放送された。さらに、2022年1月7日より毎週金曜14:00から2話まとめて再放送されることが決まった。

## キャスト
- 和泉恵子 - 伊藤麻衣子（現・いとうまい子）[5]
  - 鹿児島出身の18歳。父も警察官だったが殉職。その後を継いで警察官になるために警察学校へ入校。ドジを踏んだり失敗ばかりだが、持ち前の負けん気が原動力[6]。
- 石川元彦（警部）- 石立鉄男
  - 36歳。警察学校の上司。頑固で口うるさく厳しく、生徒たちを甘やかさないように指導する。根は良い人物である[6]。
- 矢吹真司（警部補）- 国広富之
  - 30歳。警察学校の教官。かつては警視庁捜査一課の刑事だった。射撃の名手で、生徒たちの憧れの的[6]。
- 南 真知子（警部補）[6] - 田島令子
- 山野しげ子（巡査部長）- 佐々木すみ江
  - 57歳。警察学校の上司。厳しい考え方を持っているが、恵子たち生徒を一人前の警察官にしたいという熱意は人一倍なことから、指導ぶりは熱心である[6]。
- 林田豊（巡査部長）[6] - 加納竜
- 金沢（巡査部長）- 新井康弘
- 井田（巡査部長）- 三波豊和
- 緑川陽子（候補生）- 財前直見
  - 18歳。恵子とは寮で同室。なぜか恵子と激しく対立する。交際範囲が広い[6]。
- 森下秀美（候補生）[6] - 飯干恵子（現・飯星景子）
- 夏木素子 - 山口いづみ
  - 30歳。警視庁捜査一課の現職刑事で、恵子たちが在籍する警察学校のOG。努力で自らの地位を築く。授業参観に立ち会い、そこで恵子の素質に着目する[6]。
- 和泉照江[6] - 結城美栄子
- 鈴木瑞穂
- 麻生えりか
- 武田久美子
- 嶋大輔
- 清水まゆみ
- 平泉成

## 主題歌
- 「見えない翼」（作詞：売野雅勇 作曲：鈴木キサブロー 編曲：馬飼野康二 歌：伊藤麻衣子）

## スタッフ
- プロデューサー - 大久保豊（日本テレビ）、小泉英二（ユニオン映画）、中尾孝道（ユニオン映画）
- 脚本 - 麻田かず穂、竹山洋、田村多津夫
- 音楽 - 馬飼野康二
- 撮影 - 森隆吉
- 照明 - 田島武志
- 美術 - 松井敏行
- 録音 - 酒匂芳郎
- 編集 - 鍋島惇
- 助監督 - 藤田保行
- 整音 - 小峰信雄
- 選曲 - 山本逸美（映広音響）
- 効果 - 伊藤末吉、伊藤進一（東洋音響）
- 製作担当 - 加納譲治
- 音楽協力 - 日本テレビ音楽
- 擬斗 - 車邦秀
- ナレーター - 太田淑子
- 現像 - 東洋現像所
- 撮影協力 - にっかつ撮影所
- 協力 - 東洋事務器工業
- 監督 - 小山幹夫、江崎実生、松島稔
- 製作 - 日本テレビ、ユニオン映画

## サブタイトル
| 話数 | 放送日        | サブタイトル             | 脚本               | 演出     |
| ---- | ------------- | ------------------------ | ------------------ | -------- |
| 1    | 1985年1月14日 | たった一人の不適格者     | 竹山洋             | 小山幹夫 |
| 2    | 1月21日       | 口に出せない住所氏名年齢 | 竹山洋、麻田かず穂 | 小山幹夫 |
| 3    | 1月28日       | 痛恨の外出禁止命令       | 竹山洋、麻田かず穂 | 江崎実生 |
| 4    | 2月4日        | 血の銃弾いま鮮烈に甦る   | 田村多津夫         | 江崎実生 |
| 5    | 2月11日       | 死ぬ覚悟は出来ています   | 麻田かず穂         | 小山幹夫 |
| 6    | 2月18日       | 感づかれた真夜中の脱走   | 田村多津夫         | 江崎実生 |
| 7    | 2月25日       | ひとりぼっちの教室       | 竹山洋             | 小山幹夫 |
| 8    | 3月4日        | 山岳訓練に秘めた愛       | 田村多津夫         | 江崎実生 |
| 9    | 3月11日       | 第一志望への苛酷な争い   | 田村多津夫         | 小山幹夫 |
| 10   | 3月18日       | 涙も涸れはてたSOS        | 竹山洋、麻田かず穂 | 松島稔   |
| 11   | 3月25日       | 命を守った必死の口づけ   | 竹山洋             | 小山幹夫 |